# Bocha nos Jogos Paralímpicos de Verão de 2024
As competições de bocha nos Jogos Paralímpicos de Verão de 2024 foram disputadas entre 29 de agosto e 5 de setembro de 2024 no Paris Expo Porte de Versailles, em Paris, França. Foram onze eventos, sendo oito individuais e quatro em duplas

## Classificação
Os atletas competem em diferentes eventos, dependendo do seu tipo de deficiência:
- BC1 - Paralisia cerebral: Disfunção locomotora que afeta todo o corpo, usa as mãos ou os pés para impulsionar a bola em jogo. Pode ser acompanhado por um assessor.
- BC2 - Paralisia cerebral: Disfunção locomotora que afeta todo o corpo, usa somente as mãos para impulsionar a bola em jogo. Não pode ser acompanhado por um assessor.
- BC3 - Paralisia cerebral ou outra deficiência: Disfunção locomotora nos quatro membros do corpo, usa a ajuda de uma rampa para impulsionar a bola em jogo. Pode ser acompanhado por um assessor.
- BC4 - Distrofia muscular ou tetraplegia: Disfunção locomotora nos quatro membros do corpo, usa somente as mãos para impulsionar a bola em jogo. Não pode ser acompanhado por um assessor.

## Eventos
Nesta competição, pela primeira vez haverá provas individuais nas categorias masculinas e femininas. Apenas as provas por duplas e equipe serão mistas.
| Classificação | Eventos    | Eventos | Eventos |
| Classificação | Individual | Duplas  | Equipe  |
| ------------- | ---------- | ------- | ------- |
| BC1           | ●          | —       | ●       |
| BC2           | ●          | —       | ●       |
| BC3           | ●          | ●       | —       |
| BC4           | ●          | ●       | —       |

## Medalhistas
| Evento                   | Ouro                                        | Prata                                                              | Bronze                                                  |
| ------------------------ | ------------------------------------------- | ------------------------------------------------------------------ | ------------------------------------------------------- |
| BC1 masculino (Detalhes) | John Loung HKG Hong Kong                    | Jung Sung-joon KOR Coreia do Sul                                   | Muhamad Syafa INA Indonésia                             |
| BC1 feminino (Detalhes)  | Aurélie Aubert FRA França                   | Jeralyn Tan SIN Singapura                                          | Hiromi Endo JPN Japão                                   |
| BC2 masculino (Detalhes) | Worawut Saengampa THA Tailândia             | M. Bintang Satria Herlangga INA Indonésia                          | Watcharaphon Vongsa THA Tailândia                       |
| BC2 feminino (Detalhes)  | Cristina Gonçalves POR Portugal             | Jeong So-yeong KOR Coreia do Sul                                   | Gischa Zayana INA Indonésia                             |
| BC3 masculino (Detalhes) | Jeong Ho-won KOR Coreia do Sul              | Daniel Michel AUS Austrália                                        | Grigorios Polychronidis GRE Grécia                      |
| BC3 feminino (Detalhes)  | Ho Yuen Kei HKG Hong Kong                   | Jamieson Leeson AUS Austrália                                      | Kang Sun-hee KOR Coreia do Sul                          |
| BC4 masculino (Detalhes) | Stephen McGuire GBR Grã-Bretanha            | Edilson Chica COL Colômbia                                         | Artem Kolinko UKR Ucrânia                               |
| BC4 feminino (Detalhes)  | Lin Ximei CHN China                         | Cheung Yuen HKG Hong Kong                                          | Leidy Chica COL Colômbia                                |
| Pares BC3 (Detalhes)     | Ho Yuen Kei Tak Wah Tse HKG Hong Kong       | Jeong Ho-won Kang Sun-hee KOR Coreia do Sul                        | Stefanía Ferrando Rodrigo Romero ARG Argentina          |
| Pares BC4 (Detalhes)     | Edilson Chica Leidy Chica COL Colômbia      | Cheung Yuen Leung Yuk Wing HKG Hong Kong                           | Pornchok Larpyen Nuanchan Phonsila THA Tailândia        |
| Equipes BC1-2 (Detalhes) | Zhang Qi Yan Zhiqiang Lan Zhijian CHN China | Gischa Zayana Felix Ardi Yudha Muhamad Afrizal Syafa INA Indonésia | Hiromi Endo Takayuki Hirose Hidetaka Sugimura JPN Japão |

### Quadro de medalhas

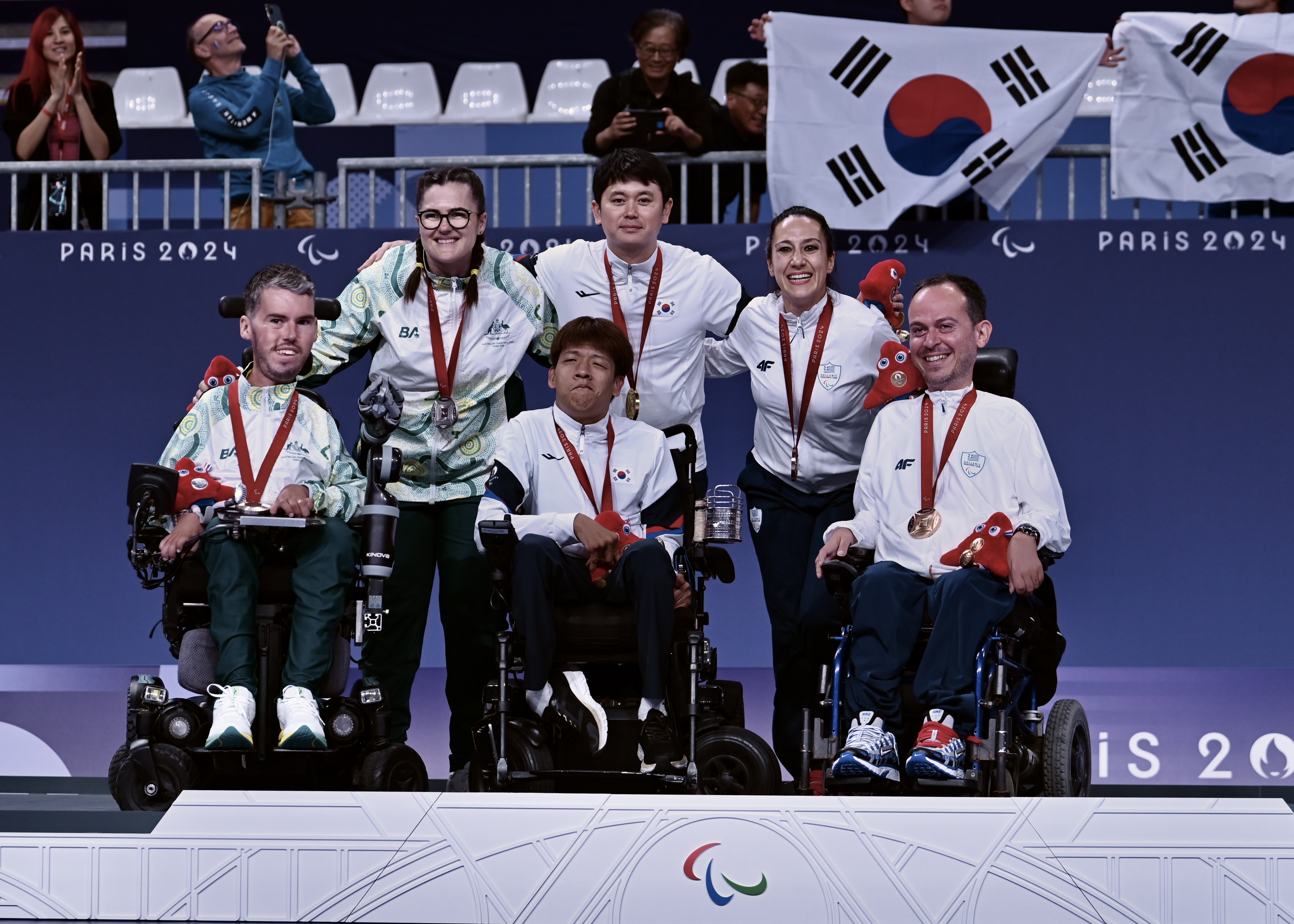
Medalhistas da categoria C3 (masculino)

País sede destacado
| Ordem | País              | Medalha de ouro | Medalha de prata | Medalha de bronze |    |
| ----- | ----------------- | --------------- | ---------------- | ----------------- | -- |
| 1     | HKG Hong Kong     | 3               | 2                |                   | 5  |
| 2     | CHN China         | 2               |                  |                   | 2  |
| 3     | KOR Coreia do Sul | 1               | 3                | 1                 | 5  |
| 4     | COL Colômbia      | 1               | 1                | 1                 | 3  |
| 5     | THA Tailândia     | 1               |                  | 2                 | 3  |
| 6     | FRA França        | 1               |                  |                   | 1  |
|       | GBR Grã-Bretanha  | 1               |                  |                   | 1  |
|       | POR Portugal      | 1               |                  |                   | 1  |
| 9     | INA Indonésia     |                 | 2                | 2                 | 4  |
| 10    | AUS Austrália     |                 | 2                |                   | 2  |
| 11    | SIN Singapura     |                 | 1                |                   | 1  |
| 12    | JPN Japão         |                 |                  | 2                 | 2  |
| 13    | ARG Argentina     |                 |                  | 1                 | 1  |
|       | GRE Grécia        |                 |                  | 1                 | 1  |
|       | UKR Ucrânia       |                 |                  | 1                 | 1  |
| TOTAL | TOTAL             | 11              | 11               | 11                | 33 |